# Herr, gehe nicht ins Gericht mit deinem Knecht, BWV 105
Herr, gehe nicht ins Gericht mit deinem Knecht, BWV 105 (Senyor, no siguis massa sever amb els teus serfs), és una cantata religiosa de Johann Sebastian Bach per al novè diumenge després de la Trinitat, estrenada a Leipzig el 25 de juliol de 1723.

## Origen i context
L'autor, anònim, comença el text amb el segon versicle del Salm 143, i el clou amb l'onzena estrofa de Jesu, der du meine Seele de Johann Rist (1641), que també dona títol a la cantata BWV 78. Com rerefons del text plana la paràbola de l'administrador astut de l'evangeli del dia Lluc (16, 1-9), però l'autor ho transforma en una professió de fe. De fet pot considerar-se dividida en dues parts, la primera dominada per la por i la segona per l'esperança.
Composta dos mesos després de l'arribada de Bach a Leipzig, és considerada, conjuntament amb la cantata bessona BWV 46, una de les millors composicions dels primers anys de Leipzig. Alfred Dürr, un dels grans especialistes en l'obra de Bach, arriba a considerar la part final del coral com una de les descripcions més sublims que mai s'han fet de l'ànima humana. Per a aquest diumenge es conserven, a més, la cantata BWV 94 i la BWV 168.

## Anàlisi
Obra escrita per a soprano, contralt, tenor, baix i cor; trompa, dos oboès, corda i baix continu. Consta de sis números.
1. Cor: Herr, gehe nicht ins Gericht mit deinem Knecht ((Senyor, no siguis massa sever amb els teus serfs)
2. Recitatiu (contralt): Mein Gott, verwirf mich nicht (Déu meu, no em rebutgis)
3. Ària (soprano): Wie zittern und wanken (Com tremolen i vacil·len)
4. Recitatiu (baix): Wohl aber dem, der seinen Bürgen weiß (Altrament, sortós del que sap d'un fiançador)
5. Ària (tenor): Kann ich nur Jesum mir zum Freunde machen (Si pogués fer-me amic de Jesús)
6. Coral: Nun, ich weiß, du wirst mir stillen (Ara, ja sé, que aquietaràs)

El cor inicial podria anomenar-se preludi i fuga, la primera part, adagio, desenvolupa una polifonia vocal que se superposa a l'orquestra que fa el paper de concertino; a la fuga, allegro, el instruments doblen les veus. El recitatiu de contralt, número 2, és ple del dramatisme del text que s'expressa amb una melodia aspra i dura. L'ària de soprano següent, una de les àries més originals de Bach, la veu dialoga amb l'oboè, suportats pels violons i la viola sense continu, com a metàfora de la desorientació del pecador, idea bàsica del text; amb les vocalitzacions corresponents es destaquen els termes verklagen (retreure) i wagen (gosar). Un recitatiu arioso de baix acompanyat de la corda i el continu en pizzicato, que evoca un toc de campanes, dona pas a l'ària de tenor, número 5, que recupera la joia per l'afirmació de la fe, expressada per una fanfara del cor. En el coral final amb la melodia de l'estrofa indicada, per sota del cant homòfon del cor les cordes expressen el turment de la consciència, amb uns trèmolos i moviments cromàtics descendents que es van apaivagant gradualment, com a rèplica del text “Ara, ja sé, que aquietaràs el meu esperit angoixat”. Té una durada aproximada duns vint-i-cinc minuts.

## Discografia seleccionada
- J.S. Bach: Das Kantatenwerk. Sacred Cantatas Vol. 6. Nikolaus Harnoncourt, Tölzer Knabenchor (Gerard Schmidt-Gaden, director), Concentus Musicus Wien, Wilhelm Wiedl (solista del cor), Paul Esswood, Kurt Equiluz, Ruud van der Meer. (Teldec), 1994.
- J.S. Bach: The complete live recordings from the Bach Cantata Pilgrimage. CD 35: Duomo di S. Nicolò, Merano; 19 d'agost de 2000. John Eliot Gardiner, Monteverdi Choir, English Baroque Soloists, Katharine Fuge, Daniel Taylor, James Gilchrist, Peter Harvey. (Soli Deo Gloria), 2013.
- J.S. Bach: Complete Cantatas Vol. 7. Ton Koopman, Amsterdam Baroque Orchestra & Choir, Lisa Larsson, Bogna Bartosz, Elisabeth von Magnus, Klaus Mertens. (Challenge Classics), 2004.
- J.S. Bach: Cantatas Vol. 10. Masaaki Suzuki, Bach Collegium Japan, Miah Persson, Robin Blaze, Makoto Sakurada, Peter Kooij. (BIS), 1999.
- J.S. Bach: Church Cantatas Vol. 33. Helmuth Rilling, Gächinger Kantorei, Bach-Collegium Stuttgart. (Hänssler), 1999.
- J.S. Bach: Cantatas BWV 25, 138, 105 & 46. Philippe Herreweghe, Collegium Vocale Gent, Hana Blazikova, Damien Guillon, Thomas Hobbs, Peter Kooij. (PHI), 2012.